# 伊達村高
伊達 村高（だて むらたか）は、江戸時代中期の伊予国吉田藩世嗣。

## 略歴
5代藩主・伊達村賢の長男。
伊予吉田藩嫡子として成長するが、家督を継ぐことなく寛政元年（1789年）に18歳で早世した。代わって、弟・村芳が嫡子となった。